# تبسا نمین
تبسا نمین (به انگلیسی: Tebesa Nemine) (زادهٔ ۸ فوریهٔ ۱۹۸۶) شناگر اهل نیجریه است.